# JPI헬스케어
JPI헬스케어 주식회사(영어: JPI Healthcare Co., Ltd.)는 대한민국의 의료영상 솔루션 기업이다. 엑스레이(X-ray) 관련 핵심 부품 및 시스템을 연구·개발·제조·판매한다.

## 역사
- 1980년: 정원정밀공업 주식회사 설립[4]
- 1998년: 무역의날 산업자원부 장관 표창(기술개발부문)
- 2010년: 사명 ‘제이피아이헬스케어’로 변경[출처 필요]
- 2020년대: IR52 장영실상, 보건복지부장관 표창 등 다수 수상, 글로벌 IP스타기업 선정 등[5][6]
- 2025년 8월 21일: 코스닥 시장 상장 예정[7]